# Bertelsmann Lexikothek

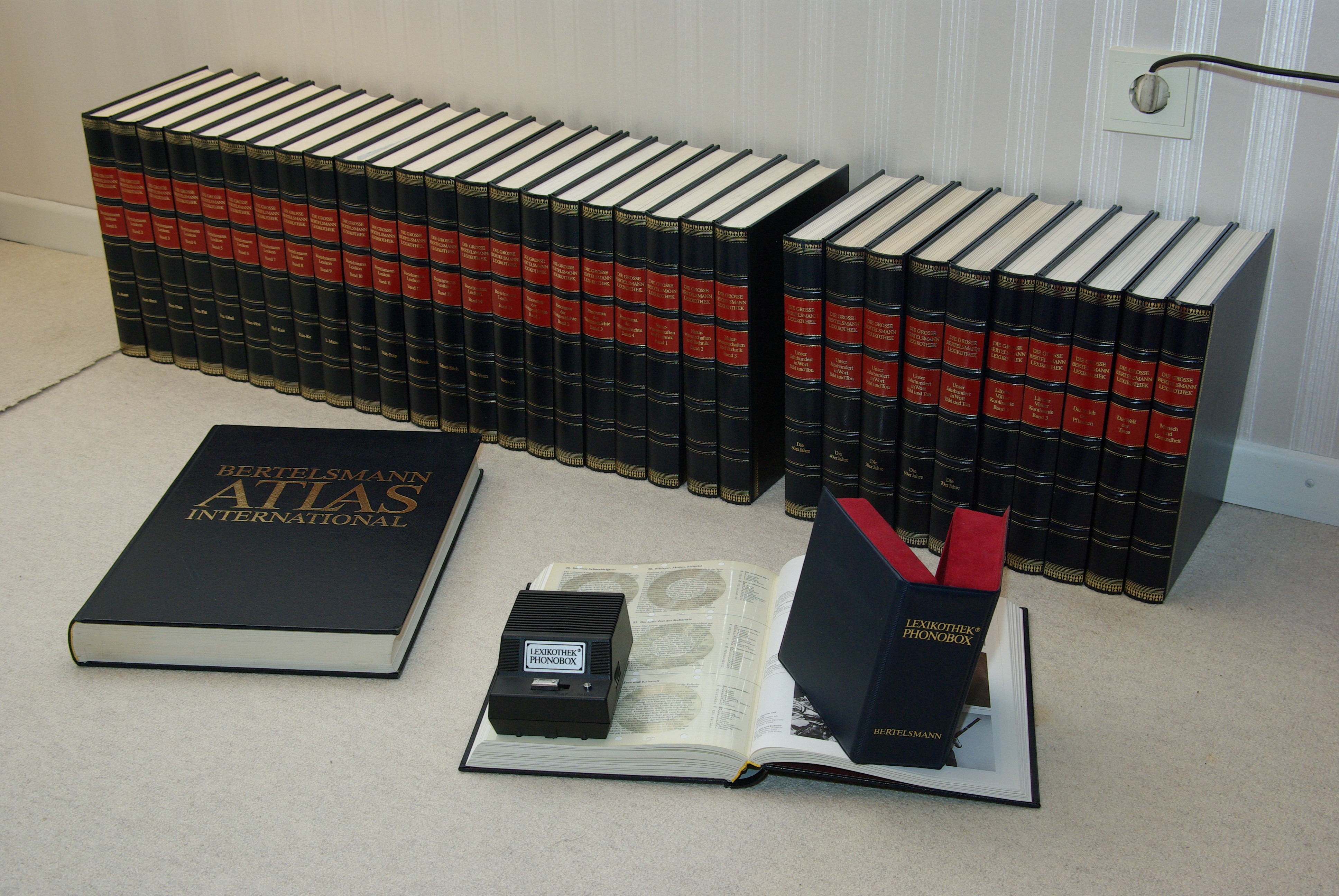
Die große Bertelsmann Lexikothek mit Phonobox und Atlas

Die große Bertelsmann Lexikothek (auch Die große Bertelsmann Lexikon Bibliothek oder einfach das Bertelsmann Lexikon) ist ein deutschsprachiges von der Lexikon-Redaktion des Bertelsmann Verlages herausgegebenes mehrbändiges Lexikon mit zusätzlichen themenorientierten Bänden. 

## Geschichte und Konzept
Die große Bertelsmann Lexikon Bibliothek ersetzte das vierbändige Bertelsmann Lexikon. Eine Besonderheit dieses Lexikons in vielen Auflagen bestand darin, dass dieses Werk meistens als Komplettwerk zu einem bestimmten Zeitpunkt erschienen ist und nicht bandweise über mehrere Jahre ausgeliefert wurde. Diese Gegebenheit hat der Bertelsmann Verlag marketingmäßig schon sehr früh als Alleinstellungsmerkmal gegenüber anderen Lexikon-Anbietern darzustellen versucht.
Das Konzept lässt sich gut mit folgender Marketing-Seite des Verlages aus dem Jahr 1967 darstellen. Unter dem Titel „Im Bilde Sein – Gebildet Sein!“ schreibt der Verlag: „In der Geschichte der Nachschlagewerke stellt die große Bertelsmann Lexikon Bibliothek etwas Neues dar. Sie behebt die Mängel von Lexikon und Enzyklopädie alten Stils, indem sie präzise Stichwortinformationen liefert und damit dem Wunsch nach rascher Orientierung entspricht, gleichzeitig aber auch die Möglichkeit schafft, angeschnittene Wissensgebiete in ihrer Gesamtheit zu erarbeiten. Die Gliederung der Bibliothek in „Lexikon“ – „Bildungsbuch“ – „Themabände“ entspricht genau dem heute weitverbreiteten Bedürfnis, ein aus Zeitmangel zurückgestelltes Bildungsvorhaben bei passender Gelegenheit wiederaufzugreifen und sich den Stoff in aller Ruhe anzueignen.“ 
Im Jahr 1971 wurde der Name „Lexikothek“ beim deutschen Patentamt als Warenzeichen eingetragen. Die neu gegründete Lexikothek Verlag GmbH erstellte ab 1979 Reihenwerke, wie z. B. die Bertelsmann Lexikothek in 26 Bänden, für den Direktvertrieb und die Bertelsmann Buchgemeinschaften. Ab 1983 wurde der Verlag in Bertelsmann Lexikothek Verlag GmbH umbenannt und 1988 firmierte der Verlag erneut als Bertelsmann Lexikon Verlag, nachdem er wieder im Sortimentsbuchhandel aktiv wurde. Er entwickelte als erster deutschsprachiger Verlag ein Lexikon für elektronische Datenträger, die so genannte „Lexicodisc“.
In der Folgezeit erschienen die sogenannte „Lexikothek II“ in dunkelblauem Einband aus Cabra-Leder (ab 1984 in verschiedenen, jeweils leicht aktualisierten Ausgaben) und schließlich ab dem Jahr 2002 die sogenannte „Lexikothek III“, die in wattiertem, königsblauem Leder angeboten wurde. Auch diese letzte erschienene Reihe wurde über die Jahre hinweg immer wieder inhaltlich leicht aktualisiert, sodass die einzelnen Lemmata in den späteren Reihen (bis 2007) sich immer auf dem neuesten Stand befanden. 
Zu allen Ausgaben erschien jeweils auch ein Weltatlas im farblich passenden Einband (auch dieser wurde über die Jahre hinweg stets aktualisiert).

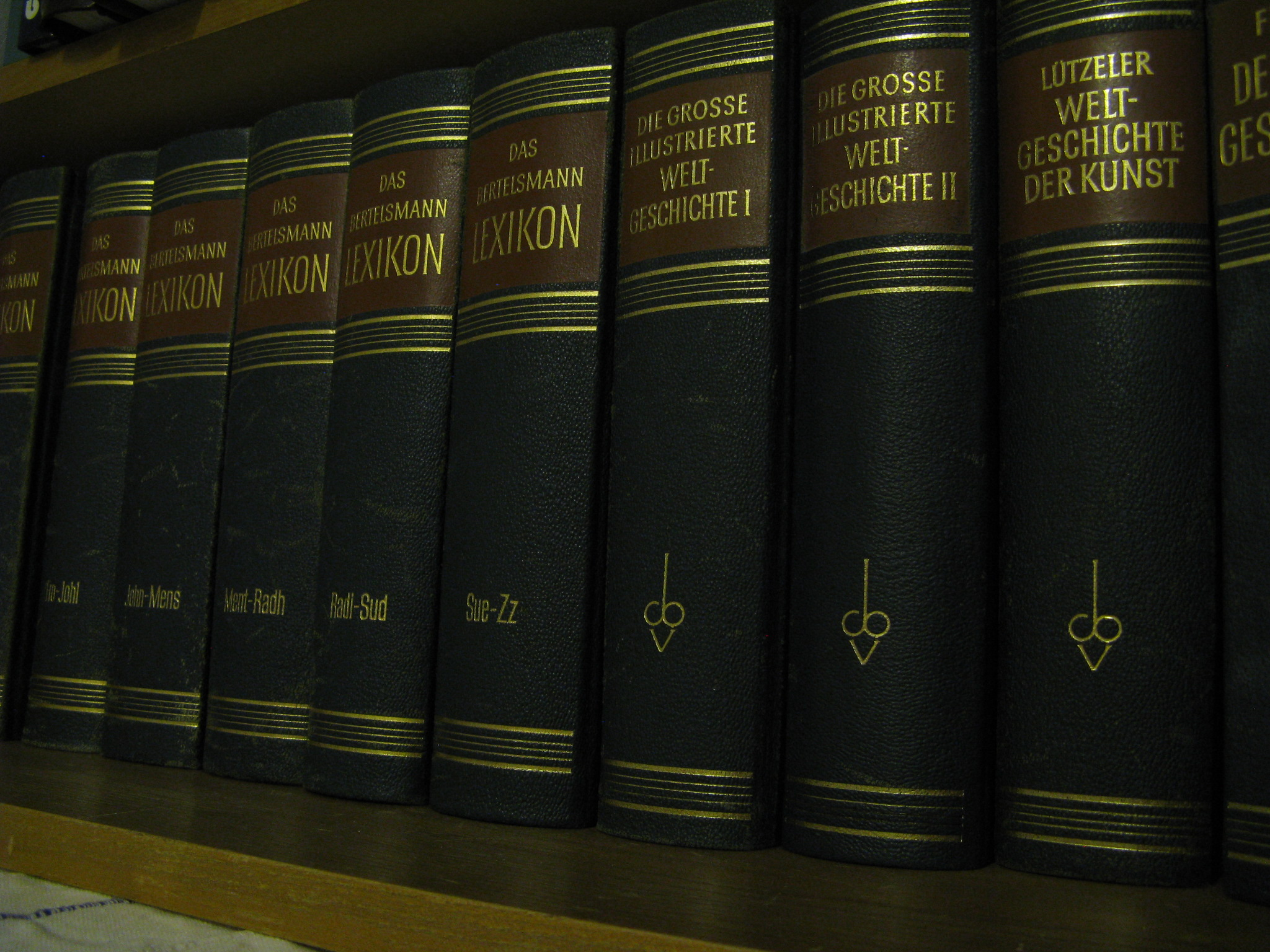
Das Bertelsmann Lexikon in 7 Bänden und 12 Ergänzungsbänden, Auflage von 1966
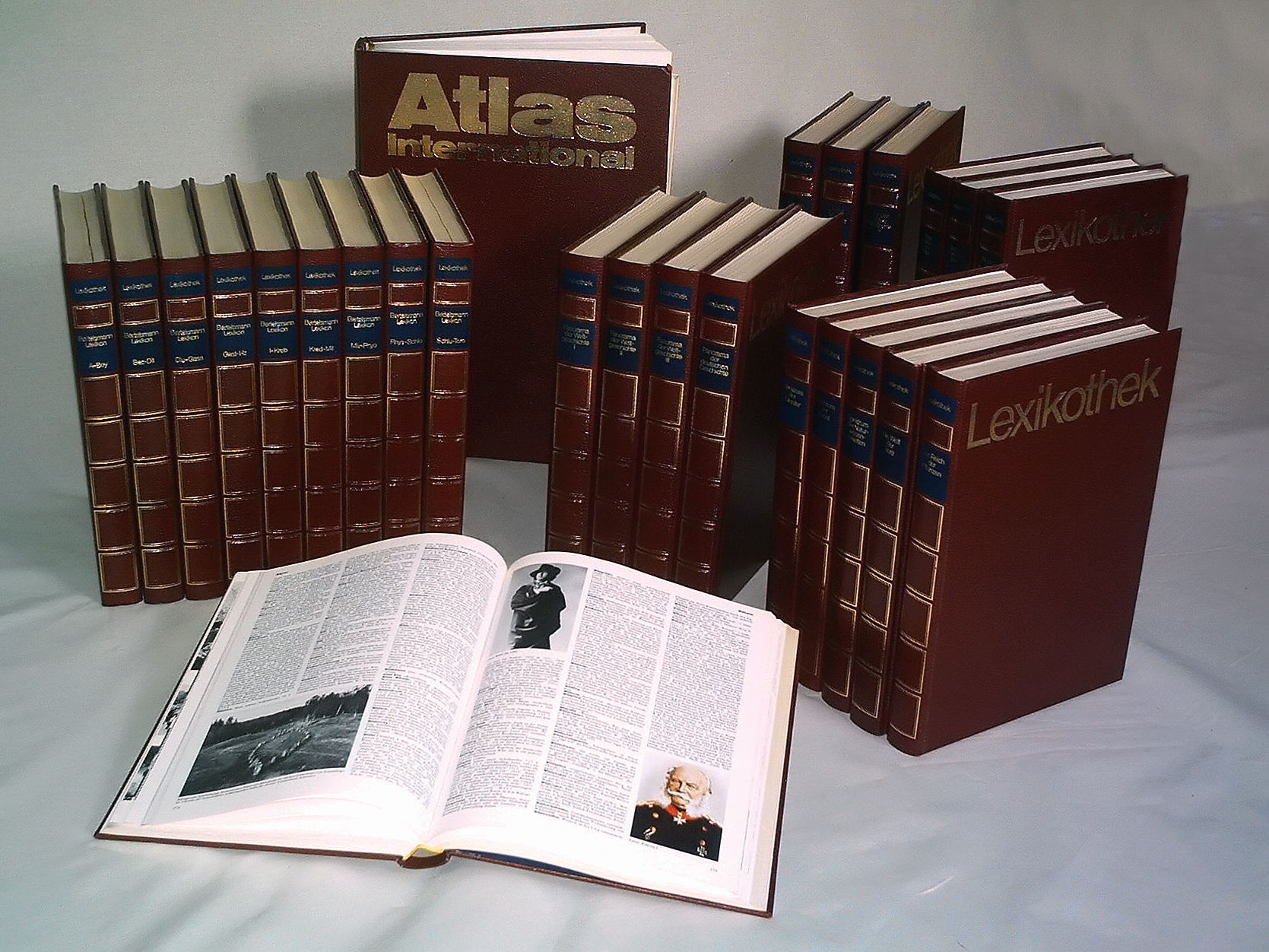
Die Bertelsmann Lexikothek in 26 Bänden: Das Bertelsmann Lexikon in 10 Bänden und 16 Ergänzungsbänden, in der Auflage von 1983
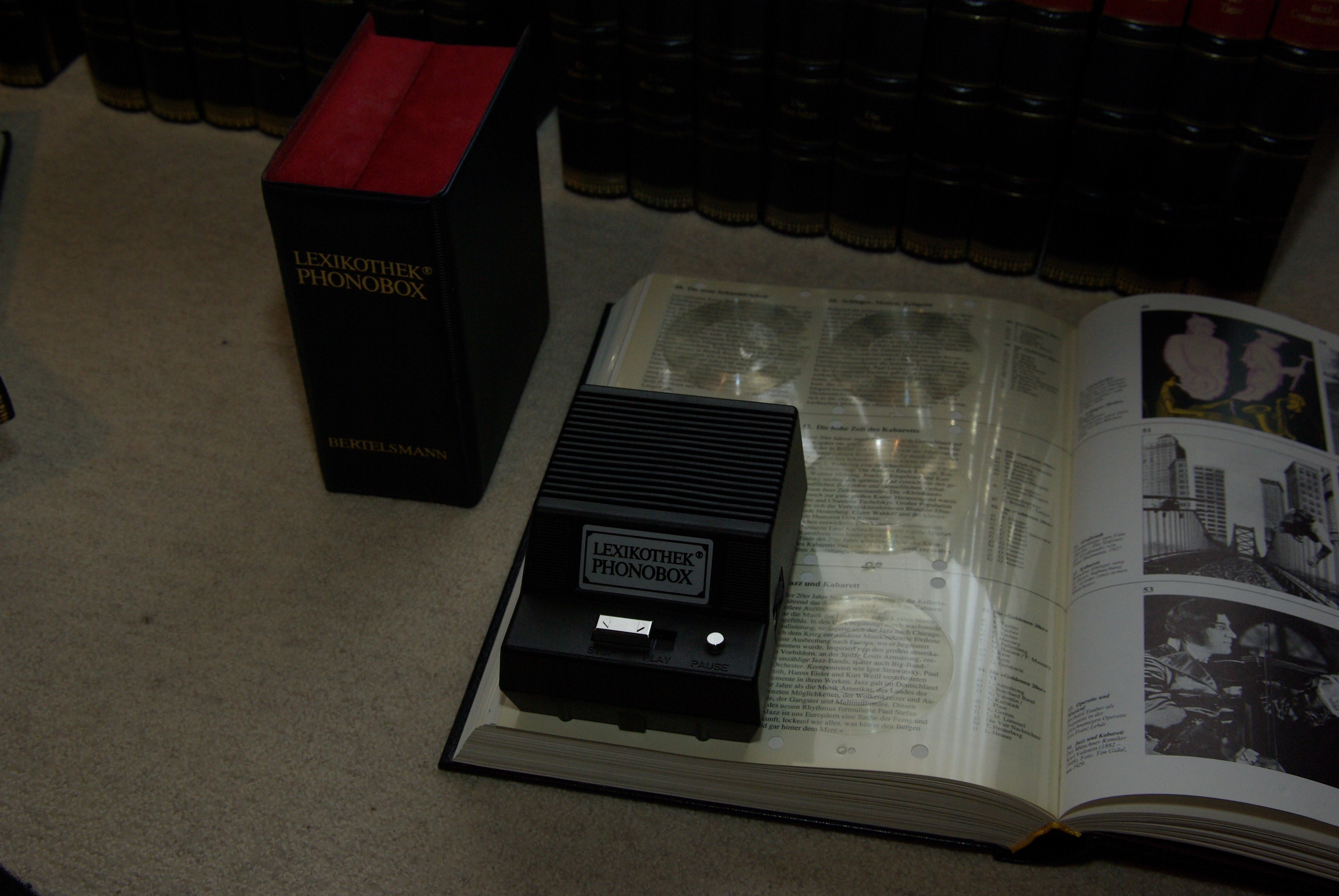
Phonobox der Lexikothek

## Ausgabenübersicht

### Die grosse Bertelsmann Lexikon-Bibliothek
- Die grosse Bertelsmann Lexikon-Bibliothek. Bertelsmann, Gütersloh 1959–1966, ISSN 0434-684X, DNB 018093701.
  - Das Bertelsmann-Lexikon. 7 Bände. 1966, DNB 456084916.
  - Das Bertelsmann Bildungsbuch. 1959, DNB 450412938; Ausgabe 1966: DNB 456084894.
  - Der grosse Bertelsmann Weltatlas. 1961, DNB 450413934; Ausgabe 1966: DNB 456816348.
  - Gerhard Wahrig (Mitwirkender): Das grosse deutsche Wörterbuch. 1966, DNB 458565229.
  - Heinrich Lützeler: Weltgeschichte der Kunst. 1959, DNB 453106021.
  - Michael Freund: Deutsche Geschichte. 1960; DNB 451362926; Ausgabe 1963: DNB 451362942.
  - Die grosse illustrierte Weltgeschichte. 2 Bände. 1964, DNB 455453942.
    - Band 1: Urgeschichte bis Mittelalter. 1964, DNB 455453950.
    - Band 2: Geschichte der Neuzeit. 1964, DNB 455453969.

  - Hans-Wilhelm Smolik: Das große illustrierte Tierbuch. 1960, DNB 454740190; Auflage 1964: DNB 454740239.
  - Das grosse illustrierte Pflanzenbuch. 1966, DNB 456817905.
  - Die grosse illustrierte Länderkunde. 2 Bände. 1963, DNB 452672910.
    - Band 1: Europa – Sowjetunion – Asien. 1963, DNB 452672929.
    - Band 2: Afrika – Amerika – Australien – Ozeanien – Polargebiete – Meere. 1963, DNB 452672945.

  - Das grosse illustrierte Gesundheitslexikon. 1962, DNB 451532414.
  - Das große Buch der Technik. 1961, DNB 450662810; Ausgabe 1963, DNB 450662837.
  - Das grosse illustrierte Gesundheits-Lexikon. 1963, DNB 451532422.

### Die große Bertelsmann Lexikothek
Lexika Bände
- Das Bertelsmann-Lexikon. 10 Bände. 1972–1974, DNB 540313017.
- Bertelsmann-Lexikon. 15 Bände. 1984–1985 und 1995–1996 (Neuausgabe), DNB 550946608; Ausgabe 2004: DNB 971232067.

Atlanten
- Atlas international. 1 Band. 1972, ISBN 3-570-08946-0; Ausgabe 1985: ISBN 3-570-08945-2; Ausgabe 1989: ISBN 3-570-03913-7.

Themenbände (Ausgaben: 1984–2002)
- Spektrum der Kultur in Wort, Bild und Ton. 2 Bände. 1990/1996, DNB 551797819.
  - Band 1: Spektrum der Kultur in Wort, Bild und Ton. 1990, ISBN 3-570-06335-6; Ausgabe 1996: ISBN 3-577-06335-1.
  - Band 2: Spektrum der Kultur in Wort, Bild und Ton. 1991, ISBN 3-570-06336-4; Ausgabe 1996: ISBN 3-577-06336-X.
- Panorama der Weltgeschichte. 3 Bände bzw. 4 Bände. 1976/2002, DNB 550139737 (3 Bände); 1984, DNB 550980164 (4 Bände).
  - Ausgabe in 3 Bände. 1985/1990/1996/2002, DNB 550139737.
    - Band 1: Urgeschichte und Altertum. Vom Beginn der Menschheit bis zum Ende Roms. 1985, ISBN 3-570-08939-8; Ausgabe 1990: ISBN 3-570-06337-2; Ausgabe 1996: Urgeschichte – Altertum – frühes Mittelalter. Vom Beginn der Menschheit bis zum Frankenreich. ISBN 3-577-06337-8; Ausgabe 2002: ISBN 3-577-16022-5.
    - Band 2: Mittelalter und Neuzeit. Vom Frankenreich bis zur Französischen Revolution. 1985, ISBN 3-570-08940-1; Ausgabe 1990: ISBN 3-570-06338-0; Ausgabe 1996: Hochmittelalter und Neuzeit. Vom Ottonenreich bis zur Zeit Napoleons. ISBN 3-577-06338-6; Ausgabe 2002: ISBN 3-577-16023-3.
    - Band 3: Die Moderne. Von Napoléon bis zur Gegenwart. 1985, ISBN 3-570-08941-X; Ausgabe 1990: Die Moderne. Von der Neuordnung der europäischen Staatenwelt bis zur Gegenwart. ISBN 3-570-06339-9; Ausgabe 1996: Die Moderne. Vom Wiener Kongress bis zur Gegenwart. ISBN 3-577-06339-4; Ausgabe 2002: ISBN 3-577-16024-1.

  - Ausgabe in 4 Bände. 1984, DNB 550980164.
    - Band 1: Deutsche Geschichte. 1984, ISBN 3-570-03902-1.
    - Band 2: Urgeschichte und Altertum. Vom Beginn der Menschheit bis zum Ende Roms. 1984, ISBN 3-570-03903-X.
    - Band 3: Mittelalter und Neuzeit. Vom Frankenreich bis zur Französischen Revolution. 1984, ISBN 3-570-03904-8.
    - Band 4: Die Moderne. Von Napoléon bis zur Gegenwart. 1984, ISBN 3-570-03905-6.
- Länder, Völker, Kontinente. 3 Bände. 1985/1997/2002, DNB 551012072.
  - Band 1: Europa (ohne Sowjetunion), Vorderer Orient, Nordafrika. 1985, ISBN 3-570-03906-4; Ausgabe 1997: Die Erde als Natur- und Lebensraum. ISBN 3-577-03906-X; Ausgabe 2002: ISBN 3-577-16019-5.
  - Band 2: Afrika (südlich der Sahara) und Amerika. 1985, ISBN 3-570-03907-2; Ausgabe 1997: Europa und Asien. ISBN 3-577-03907-8; Ausgabe 2002: ISBN 3-577-16020-9.
  - Band 3: Sowjetunion, Asien, Australien und Ozeanien, Arktis und Antarktis, die Meere. 1985, ISBN 3-570-03908-0; Ausgabe 1997: Afrika, Amerika, Australien und Ozeanien, Antarktis. ISBN 3-570-03908-0; Ausgabe 2002: ISBN 3-577-16021-7.
- Naturwissenschaften und Technik. 3 Bände. 1985/1996/2002, DNB 551080159.
  - Band 1: Die Gesetze der Natur und ihre Anwendung. 1985, ISBN 3-570-03909-9; Ausgabe 1996: ISBN 3-577-03909-4; Ausgabe 2002: ISBN 3-577-16025-X.
  - Band 2: Die Materie. 1985, ISBN 3-570-03910-2; Ausgabe 1996: ISBN 3-570-03910-2; Ausgabe 2002: ISBN 3-577-16026-8.
  - Band 3: Weltall und Erde. 1985, ISBN 3-570-03911-0; Ausgabe 1996: ISBN 3-577-03911-6; Ausgabe 2002: ISBN 3-577-16027-6.
- Deutsches Wörterbuch. 2 Bände. 1997, DNB 949868965.
  - Band 1: A – I. 1997, ISBN 3-577-08951-2.
  - Band 2: J – Z. 1997, ISBN 3-577-08952-0.
- Wege zu Wissen und Bildung. 1 Band. 1984, ISBN 3-570-08948-7.
- Spektrum der Literatur. 1 Band. 1984, ISBN 3-570-03899-8.
- Spektrum der Kunst. 1 Band. 1984, ISBN 3-570-03898-X.
- Die Welt der Tiere. 1 Band. 1984/1994, ISBN 3-570-03901-3.
- Das Reich der Pflanzen. 1 Band. 1984/1994, ISBN 3-570-03900-5.
- Mensch und Gesundheit. 1 Band. 1984/1995, ISBN 3-570-03897-1.
- Wirtschaft, Staat, Gesellschaft. 1 Band. 1996, ISBN 3-577-06340-8.

Themenbände (Ausgabe: Ab 2004)
- Basiswissen
  - Deutsch. 1 Band. 2004, ISBN 3-577-16085-3.
  - Mathematik und Physik. 1 Band. 2004, ISBN 3-577-16086-1.
  - Biologie und Chemie. 1 Band. 2004, ISBN 3-577-16087-X.
  - Geschichte und Sozialkunde. 1 Band. 2004, ISBN 3-577-16088-8.
  - Geographie. 1 Band. 2004, ISBN 3-577-160896.
- Themenwissen
  - Faszination Tierwelt. 1 Band. 2004, ISBN 3-577-16095-0.
  - Wunderwelt Pflanzen. 1 Band. 2004, ISBN 3-577-16096-9.
  - Naturwissenschaft und Technik. 1 Band. 2004, ISBN 3-577-16097-7.
  - Wegweiser Wirtschaft und Gesellschaft. 1 Band. 2004, ISBN 3-577-16099-3.
  - Panorama Kunst und Kultur. 1 Band. 2004, ISBN 3-577-16098-5.
- Praxiswissen
  - Gesundheit. 1 Band. 2004, DNB 97121669X.
  - Recht. 1 Band. 2004, ISBN 3-577-16091-8.
  - Geld und Finanzen. 1 Band. 2004, ISBN 3-577-16090-X.
  - Urlaub und Reise. 1 Band. 2004, ISBN 3-577-16093-4.
  - Haus, Technik, Umwelt. 1 Band. 2004, ISBN 3-577-16094-2.

Zugehörige Titel
- Unser Jahrhundert in Wort, Bild und Ton. 12 Bände. 1990–2006, DNB 550959807.
  - Band 1: Das 1. Jahrzehnt. 1990, ISBN 3-570-07949-X.
  - Band 2: Das 2. Jahrzehnt. 1990, ISBN 3-570-07948-1.
  - Band 3: Die 20er Jahre. 1990, ISBN 3-570-07947-3.
  - Band 4: Die 30er Jahre. 1989, ISBN 3-570-07946-5.
  - Band 5: Die 40er Jahre. 1985, ISBN 3-570-07944-9.
  - Band 6: Die 50er Jahre. 1984, ISBN 3-570-07943-0.
  - Band 7: Die 60er Jahre. 1984, ISBN 3-570-07942-2.
  - Band 8: Die 70er Jahre. 1984, ISBN 3-570-07941-4.
  - Band 9: Die 80er Jahre. 1990, ISBN 3-570-07945-7.
  - Band 10: General-Index. 1994, ISBN 3-570-07950-3.
  - Band 11: Die 90er Jahre. 2000, ISBN 3-577-07951-7.
  - Band 12: Die Jahre 2000–2004. 2006, ISBN 978-3-577-07952-5.
- Naturenzyklopädie der Welt (bis Band 12 unter dem Titel Naturenzyklopädie Europas). 20 Bände. 1992–1995, DNB 551957182 und DNB 944372961.[2]
  - Band 1: Vierfüsser. Säugetiere, Lurche, Kriechtiere. 1992, ISBN 3-576-10101-2.
  - Band 2: Vögel. Land- und Wasservögel. 1992, ISBN 3-576-10102-0.
  - Band 3: Fische. Süsswasser- und Meeresfische. 1992, ISBN 3-576-10103-9.
  - Band 4: Gliederfüsser. 1. Tausendfüsser, Spinnentiere, Krebstiere, Libellen, Heuschrecken, Wanzen u. a. 1992, ISBN 3-576-10104-7.
  - Band 5: Gliederfüsser. 2. Käfer, Schmetterlinge, Hautflügler u. a. 1992, ISBN 3-576-10105-5.
  - Band 6: Mollusken und andere Wirbellose. Wirbellose, Mollusken, Einzeller, Kleinstorganismen. 1992, ISBN 3-576-10106-3.
  - Band 7: Gehölze. Bäume, Sträucher. 1992, ISBN 3-576-10107-1.
  - Band 8: Wildblumen. 1. Wildblumen Nord- und Mitteleuropas, Alpenblumen, Gräser. 1992, ISBN 3-576-10108-X.
  - Band 9: Wildblumen. 2. Wildblumen Südeuropas, Orchideen, Gräser. 1992, ISBN 3-576-10109-8.
  - Band 10: Pilze und niedere Pflanzen. Pilze, Moose, Farne, Flechten, Tange, Algen. 1992, ISBN 3-576-10110-1.
  - Band 11: Evolution. Evolution, Urgeschichte Europas. 1992, ISBN 3-576-10111-X.
  - Band 12: Lebensräume. Naturlandschaften, Biotope, Ökologie. 1992, ISBN 3-576-10112-8.
  - Band 13: Afrika. Lebensräume, Tier- und Pflanzenarten. 1995, ISBN 3-577-10113-X.
  - Band 14: Nordamerika. Lebensräume, Tier- und Pflanzenarten. 1995, ISBN 3-577-10114-8.
  - Band 15: Südamerika : Lebensräume, Tier- und Pflanzenarten. 1995, ISBN 3-577-10115-6.
  - Band 16: Australien und Ozeanien. Lebensräume, Tier- und Pflanzenarten. 1995, ISBN 3-577-10116-4.
  - Band 17: Asien. Lebensräume, Tier- und Pflanzenarten. 1995, ISBN 3-577-10117-2.
  - Band 18: Planet Erde. Entstehungsgeschichte, Geologie, Atmosphäre. 1995, ISBN 3-577-10118-0.
  - Band 19: Artenschutz. Gefährdete Tiere und Pflanzen, Überlebenschancen. 1995, ISBN 3-577-10119-9.
  - Band 20: Index- und Phonoband. Arten- und Sachregister, Nutzpflanzen und Nutztiere. 1995, ISBN 3-577-10120-2.
- Bertelsmann Lexikothek Medica. 15 Bände + 4 Videokassetten + 3 CD-ROMs. 2000, DNB 959578544.[3]
  - Buchband: Gesundheitslexikon. A – G. 2000, ISBN 3-577-17412-9.
  - Buchband: Gesundheitslexikon. H – R. 2000, ISBN 3-577-17413-7.
  - Buchband: Gesundheitslexikon. S – Z. 2000, ISBN 3-577-17414-5.
  - Buchband: Geschichte der Medizin. 2000, ISBN 3-577-17406-4.
  - Buchband: Der menschliche Körper. 2000, ISBN 3-577-17403-X.
  - Buchband: Seelische Gesundheit. 2000, ISBN 3-577-17402-1.
  - Buchband: Soziale Beziehungen und Sexualität. 2000, ISBN 3-577-17411-0.
  - Buchband: Lebensgestaltung. 2000, ISBN 3-577-17407-2.
  - Buchband: Bewegung und Ernährung. 2000, ISBN 3-577-17401-3.
  - Buchband: Meilensteine des Lebens. Teil 1. 2000, ISBN 3-577-17404-8.
  - Buchband: Meilensteine des Lebens. Teil 2. 2000, ISBN 3-577-17405-6.
  - Buchband: Diagnose und Therapie. Teil 1. 2000, ISBN 3-577-17408-0.
  - Buchband: Diagnose und Therapie. Teil 2. 2000, ISBN 3-577-17409-9.
  - Buchband: Diagnose und Therapie. Teil 3. 2000, ISBN 3-577-17410-2.
  - Buchband: Medica activa. 2000, ISBN 3-577-17417-X.
  - Videokassette (VHS): Medica activa. Gesicht, Schultern und Arme. 2000, DNB 960652043.
  - Videokassette (VHS): Medica activa. Po und Beine. 2000, DNB 960652108.
  - Videokassette (VHS): Medica activa. Rücken und Bauch. 2000, DNB 960652140.
  - Videokassette (VHS): Medica activa. Entspannung, Yoga und Tai-Chi-Chuan. 2000, DNB 960652191.
  - CD-ROM: Wunderwerk Mensch. 2000, ISBN 3-577-17418-8.
  - CD-ROM: Mensch und Gesundheit. 2000, ISBN 3-577-17419-6.
  - CD-ROM: Körper und Geist. 2000, ISBN 3-577-17419-6.